# Blacklash
Pour les articles homonymes, voir Whiplash.
Whiplash (« l'Homme aux fouets » en VF), puis plus tard Blacklash est le nom de plusieurs super-vilains successifs évoluant dans l'univers Marvel de la maison d'édition Marvel Comics. Le personnage de fiction apparaît pour la première fois dans le comic book Tales of Suspense (vol. 2) #97 en janvier 1968.
Ce sont principalement des ennemis du héros Iron Man.

## Biographie des personnages

### Mark Scarlotti
L'étudiant Marco « Mark » Scarlotti est contacté par la Maggia qui cherchait un développeur en armement. Avec les fonds de l'organisation criminelle, Scarlotti mit au point un fouet en fibre d'acier.
Bon athlète, il s'entraîna au maniement de cette arme mortelle, et par la force des choses, il devint un agent costumé de la Maggia. Il prit le nom de code de Whiplash (« l'Homme aux fouets » en français) dans un premier temps. Sous ce nom, il affronta Iron Man.
Lors d'une mission d'infiltration, il se fit embaucher chez Stark International en tant que chef de projet. Il affronta de nouveau le Vengeur Doré.
Il quitta la Maggia et se mit à son compte puis s'allia avec l'Homme-Taureau et Melter. Il perdit face à Iron Man et fut jeté en prison. La Maggia réussit à le faire sortir.
Mais il commença à souffrir de problèmes mentaux et après quelques crimes, fut de nouveau emprisonné sur l'île de Ryker. Il fut libéré par le magnat du crime Justin Hammer, qui le prit à son service en l'équipant d'un nouveau costume. Il changea son nom de code en Blacklash.
Il retourna travailler pour quelque temps au sein de la Maggia, mais fut encore vaincu par Iron Man. Il tomba alors en disgrâce auprès de la Maggia. Son épouse Trudi fut assassinée lors d'un « concours » entre maîtres assassins visant à tuer l'Architecte dans la série Elektra.
Devenu mercenaire costumé, il fut tué lors d'un affrontement avec Iron Man par une armure devenue consciente.

### Leann Foreman
Leann Foreman, une femme américaine originaire de Wilmington dans le Delaware, fut une mercenaire qui se fit appeler Whiplash. Elle fut membre du groupe de super-vilaines les Femmes Fatales.

### Deux personnes inconnues
Deux personnes non identifiées, une femme qui se fit appeler Whiplash et un homme qui se fit appeler Blacklash, qui apparurent dans Civil War. Ils ont été les associés du Swordsman (Andreas von Strucker).

### Construction
Cette version de Whiplash n'est pas une personne, mais une construction de personnalité créée par Badgal. La construction est féminine et a donc tendance à posséder des femelles. Initialement, Badgal a utilisé cette construction pour posséder un citoyen aléatoire, mais l'a ensuite utilisé pour posséder Honey Lemon (en) et plus tard GoGo Tomago (en). Lorsque le Big Hero 6 a vaincu Badgal, cette construction a cessé d'exister.

### Anton Vanko
Anton Vanko (russe : Антон Ванко) est un jeune scientifique d'un petit village russe du nom de Volstok qui n'a aucun lien de parenté avec la Dynamo pourpre originale (aussi nommé Anton Vanko).
Un jour, le village est attaqué par quelqu'un portant un costume volé de l'armure d'Iron Man, qui assassine un certain nombre de citadins, dont son père Igor Vanko (russe : И́горь Ва́нко) dans une tentative de piéger Tony Stark. À l'aide d'un fusil spécialisé, Vanko est capable de tirer sur l'imposteur juste avant que celui-ci s'enfuie, provoquant le détachement de la plaque thoracique de l'armure. Vanko devient obsédé par la vengeance sur Stark, croyant toujours qu'il est l'homme qui a attaqué son village, et décide d'utiliser la plaque thoracique pour fabriquer une arme appropriée pour le faire. Au cours des six mois suivants, il procède à la rétro-conception d'une armure corporelle équipée de fouets énergétiques et jure de tuer Stark afin de venger son père.
Après avoir pénétré par effraction dans la prison où Stark est détenu pour ses crimes présumés, Vanko tue plusieurs gardes et tente de retrouver et d'assassiner Stark et sa confidente Pepper Potts. Stark combat Vanko en utilisant une armure brute d'Iron Man fabriquée à partir de pièces de diverses machines autour de la prison et le force à fuir. Après que Stark ait retrouvé le syndicat criminel qui l'a piégé, Vanko arrive à leur siège, avec l'intention d'achever Iron Man une fois pour toutes. C'est là que Vanko apprend que Stark a effectivement été piégé et que le syndicat a été engagé pour détruire Volstok par un consortium international secret, financé par plusieurs gouvernements dont les États-Unis et la Russie, notamment le premier ministre russe Vladimir Poutine, afin d'éliminer un activiste qui créait des sentiments anti-Poutine. Bien qu'il ait appris l'innocence d'Iron Man, Vanko fait une dernière tentative pour le tuer, affirmant que même s'il n'a pas détruit le village, sa technologie l'a fait. Après que le bâtiment a pris feu, les deux hommes sont finalement forcés de courir en lieu sûr, et Vanko s'échappe. À la suite de cela, Stark est innocenté de ses crimes présumés et aide à reconstruire Volstok. Pendant que cela se produit, Vanko est vu à Moscou s'approchant de la cathédrale Saint-Basile sur la Place Rouge, se préparant à se venger correctement cette fois-ci.

## Pouvoirs et capacités
Bons combattants, aussi bien au corps à corps qu'au nunchaku, les diverses incarnations du personnage excellent dans la maîtrise du fouet, leur spécialité.
- Ils se battent à l'aide de deux fouets en fibre d'acier pouvant trancher une plaque d'acier s'ils sont bien utilisés. Un claquement peut atteindre deux fois la vitesse du son. Un fouet normal atteignant à peine la vitesse du son.
- Les deux fouets peuvent être assemblés et convertis en nunchakus ou en longues perches.
- Les manches contiennent des charges d'explosif.
- Blacklash peut aussi se servir de bolas anti-gravité et d'un fouet électrique.
- Le costume et la cape de Blacklash sont blindés et résistent aux balles de petit calibre.
- L'armure de Whiplash est blindée et résistante aux projectiles les plus puissants.

## Apparitions dans d'autres médias

### Cinéma

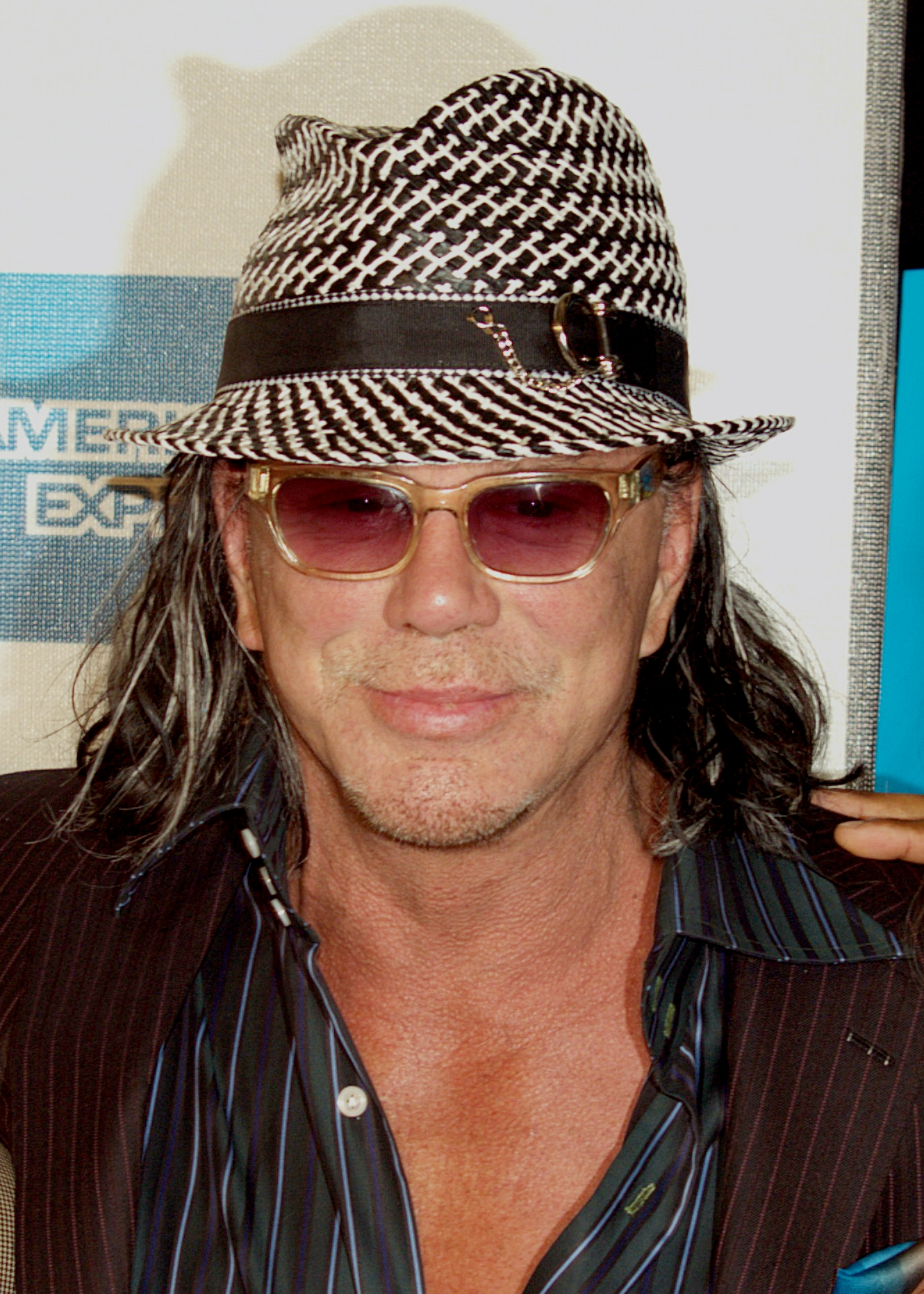
L'acteur Mickey Rourke incarne Ivan Vanko dans le film Iron Man 2.

Interprété par Mickey Rourke dans l'univers cinématographique Marvel
- 2010 : Iron Man 2 — Whiplash apparaît dans ce film sous l’identité d'Ivan Antonovich Vanko. C'est un scientifique russe déterminé à venger son défunt père, le physicien soviétique Anton Vanko, qui fut condamné à vivre dans la misère après avoir été expulsé des États-Unis par Howard Stark dans les années soixante. Pour combattre le fils d'Howard, Tony, devenu le super-héros Iron Man, Ivan se fabrique des fouets et un réacteur ARK miniature similaire à celui implanté dans le cœur de Tony. Par son histoire et ses motivations, on peut le considérer comme une adaptation du personnage d'Anton Vanko.

### Télévision
Interprété par Falk Hentschel dans l'univers cinématographique Marvel
- 2015 : Marvel : Les Agents du SHIELD — Blacklash apparaît dans cette série sous l’identité de Marcus Scarlotti. C'est un criminel américain au ordre d'HYDRA.
- Iron Man (série d’animation)
- Iron Man: Armored Adventures (série d’animation)
- Phinéas et Ferb : Mission Marvel (série d'animation)

### Jeux vidéo
- Iron Man